# Jean-Baptiste Say

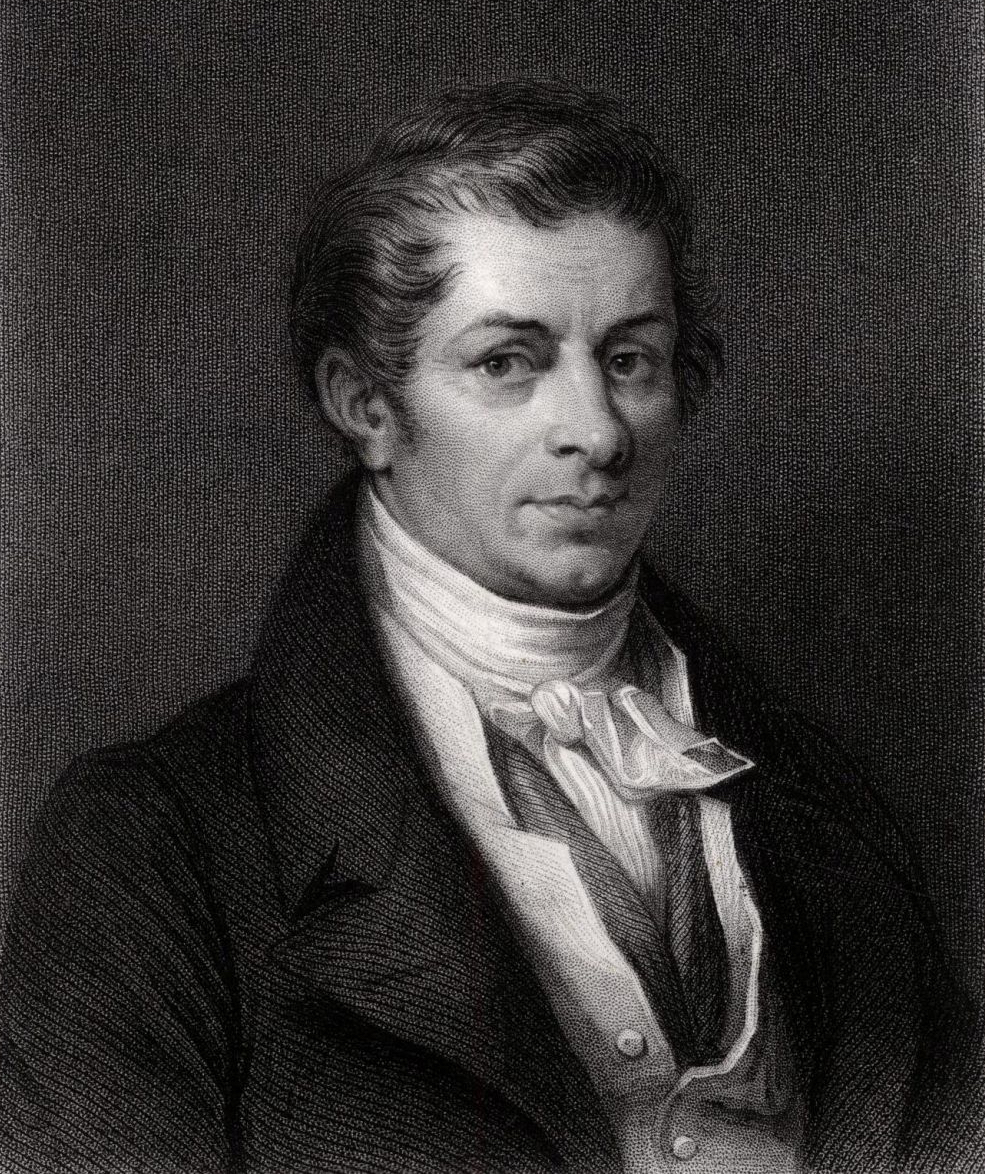
Jean-Baptiste Say

Jean-Baptiste Say [ʒãbaˈtist ˈsɛ] (* 5. Januar 1767 in Lyon; † 15. November 1832 in Paris) war ein französischer Ökonom und Geschäftsmann. Er gilt als Vertreter der klassischen Nationalökonomie und erlangte insbesondere durch das nach ihm benannte Saysche Theorem andauernde Berühmtheit.

## Leben

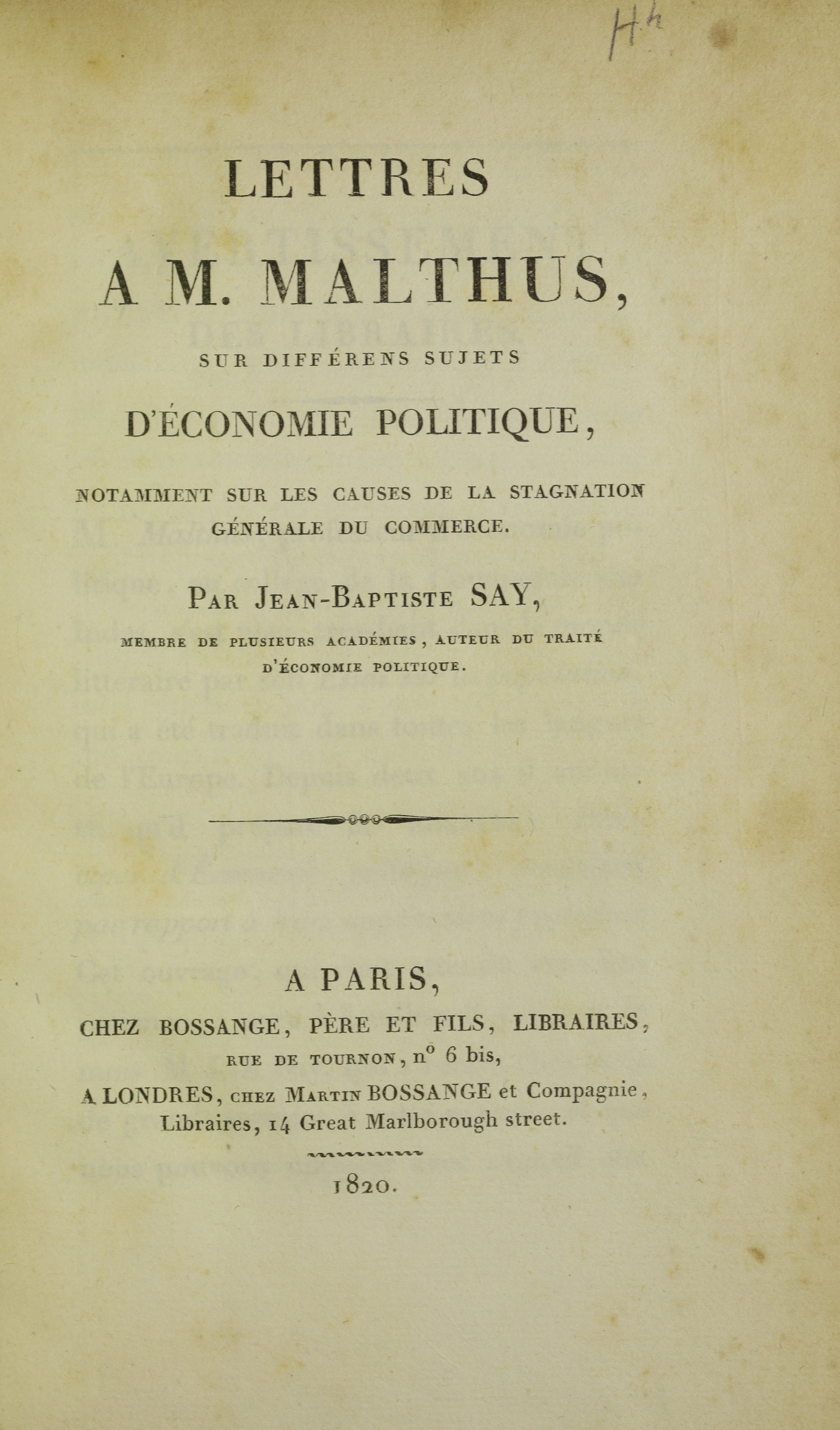
Lettres a M. Malthus, 1820

### Vorfahren
Says Herkunft lässt sich auf David Say, einen Schneidermeister aus Nîmes (17. Jahrhundert), zurückverfolgen. Dieser hatte sechs Kinder; eines dieser war Robert Say (* 1614), der wiederum Vater von Louis Say war, einem Tuchhändler in Nîmes. Aufgrund seiner Zugehörigkeit zur protestantischen Religion sah dieser sich gezwungen nach Genf zu fliehen. Von hier aus lassen sich drei Linien weiterverfolgen: Samuel Say († 1743 in London), Benjamin Say (Arzt in Philadelphia, Teilnehmer am Amerikanischen Unabhängigkeitskrieg) sowie Jean-Estienne Say (* 1739) in Genf. Dieser ging zur Ausbildung im Textilgewerbe nach Lyon, wo er die Tochter des Kaufmanns M. Castanet, Françoise Castanet, heiratete. Am 5. Januar 1767 geht Jean-Baptiste Say aus der Ehe hervor. Jean-Baptiste hatte zwei Brüder: Horace Say wurde Ingenieur und Soldat; er starb 1799 während der ägyptischen Expedition. Louis Say wurde Kaufmann für Zucker in Nantes; auch er veröffentlichte einige – seinem Bruder gegenüber nicht unkritische – wirtschaftspolitische Schriften.

### Kindheit und Jugend
Say verbrachte den ersten Teil seiner Kindheit in Lyon, wo er von einem Oratorianer-Priester in experimenteller Physik unterrichtet wurde. Im Alter von neun Jahren wurde er auf eine Bildungsanstalt in Écully geschickt, wo er eine Erziehung im Sinne der Aufklärung genoss.
Als Say fünfzehn Jahre alt war, zog die Familie aufgrund massiver wirtschaftlicher Probleme des Tuchgeschäfts seines Vaters nach Paris. Say musste seine Studien zugunsten des väterlichen Geschäfts aufgeben. Nach wirtschaftlicher Erholung schickte Says Familie ihn und seinen Bruder Horace 1785 nach Croydon in England, wo Say Angestellter des schottischen Kaufmanns Bisset wurde. Die beiden erlebten dort die industrielle Revolution, die bei Say einen nachhaltigen Eindruck hinterließ. Während dieses England-Aufenthaltes wurde Say auch mit den Werken Francis Bacons und John Lockes vertraut. Nicht zuletzt war es ihm durch die erworbenen Englischkenntnisse später auch möglich, Adam Smiths Werk vom Wohlstand der Nationen (1776) zu lesen.

### Der Wohlstand der Nationen
1787 kehrte Say, 20 Jahre alt, nach Frankreich zurück. Trotz Vorliebe für die Literatur, nahm Say nach der Rückkehr nach Frankreich eine Stelle bei der Versicherung Clavières an. Er schrieb im Jahre 1789 das Stück La Tante et le Prétendu und 1790 das antiklerikale Stück Le Curé amoureux. Weiterhin veröffentlichte er Gedichte im Almanach des Muses. 1789 veröffentlichte er auch anonym Texte über die Pressefreiheit. 1792 war er Herausgeber der Zeitschrift Courrier de Provence, erste wissenschaftliche Publikationen stammen auch aus dieser Zeit.
Clavière machte ihn mit Smiths Wohlstand der Nationen bekannt, das sich gegen die in Frankreich vorherrschende Lehre der Physiokraten richtete. Say zeigte sich davon stark beeindruckt und interessierte sich nunmehr sehr für die ökonomische Frage: „Lorsqu'on lit Smith comme il mérite d'être lu, on s’aperçoit qu’il n’y avait pas avant lui d’économie politique.“ (deutsch: „Wenn man Smith liest, wie er gelesen zu werden verdient, wird man gewahr, dass es vor ihm keine politische Ökonomie gab.“)
Dennoch wendete er sich in fundamentalen Punkten gegen Smith: Die Arbeitswerttheorie Smiths, die später von David Ricardo und Karl Marx wieder aufgegriffen wurde, hält er für falsch; stattdessen ist für ihn der Wert durch seinen Nutzen bestimmt, der durch den Tauschpreis zum Ausdruck kommt. Ein nutzloses Gut besitzt keinen Wert, koste es noch so viele Arbeitsstunden es herzustellen. Zweitens verkenne Smith die Rolle des Kapitals; dies legte Say später in den Kapiteln 10 bis 14 des Cours complet d’économie politique pratique dar. Drittens vertrat Say, dass immaterielle Güter nicht weniger real sind als andere Güter.

### Freiwilliger der Revolutionsarmee
Say wurde zeitweise von Honoré Gabriel de Riqueti, comte de Mirabeau beschäftigt und war seit 1789 Anhänger der französischen Revolution; die radikalere Herrschaft Robespierres lehnte er später jedoch ab. Im August 1789 trat er in die Nationalgarde ein, die von Marie-Joseph Motier, Marquis de La Fayette kommandiert wird. 1792 meldete er sich freiwillig für die Revolutionsarmee in der Compagnie des Arts und ist Nikolaus von Luckner, später François-Christophe Kellermann unterstellt. Er erlebte die Kanonade von Valmy.
1793 heiratete Say Malle Julie Gourdel-Deloches (* 1767), Tochter eines Rechtsanwaltes. Am 11. März 1794 wurde der erste Sohn Horace geboren (dessen Sohn Léon Say später Finanzminister und Parlamentarier in der Dritten Republik sein wird); später der Sohn Alfred und die Töchter Adrienne (die den Ökonomen Charles Comte (1782–1837) heiraten sollte) und Octavie. Ein Sohn und eine Tochter starben noch als Kinder.
In Noisy-le-Grand beschlosseen Say und seine Frau, eine Erziehungsanstalt zu eröffnen, bei der in Kleingruppen nach liberalen Grundsätzen erzogen werden sollte. Unmittelbar vor der Eröffnung trugen ihm Nicolas Chamfort und Pierre Louis Ginguené die Redaktion der Zeitschrift La Décade an. Chamfort starb noch 14 Tage vor der ersten Ausgabe, Ginguené wurde verhaftet und erst nach dem 9. Thermidor wieder entlassen.

### Rédacteur Général derDécade
Am 10. Floréal II (29. April 1794) erschien die erste Ausgabe von La Décade Philosophique, Littéraire et Politique, par une Société de Républicains. Neben Ginguené waren auch Eugène Emmanuel Amaury-Duval (1808–1885), François Andrieux, Joachim Lebreton und Georges Toscan beteiligt.
La Décade war eine Zeitschrift im Oktavformat, die sich in der Tradition der Encyclopédie sah und Positionen der Ideologen vertrat. Im Kreis ihrer Leser bildete sich ebenfalls die Freimaurerloge der Neuf Sœurs, die sie bei der Witwe Helvétius’ traf.

### Tribun, derTraité d’économie politiqueund Bruch mit Napoléon
Say begrüßte zunächst den Staatsstreich des 18. Brumaire VIII und erhoffte sich eine Rückkehr zu den Prinzipien von 1789. Ende 1799 wird er zum Mitglied des Tribunats im Finanzausschuss im Konsulat Napoléons ernannt; gleichzeitig gibt er den Redaktionsposten der Décade auf. Neben ihm werden mit Ginguené, Andrieux und Le Breton drei weitere Gründer der Décade Tribune.
Bald kommt es zu Unstimmigkeiten mit Napoléon über die Rolle des Tribunats. Während der Jahre 1800 bis 1803 arbeitet Say an seinem Traité d’économie politique. Während die Wissenschaft zunächst Nebentätigkeit war, wurde Say durch dessen Erscheinen (1803) auch über Frankreich hinaus berühmt. Es enthielt auch erstmals das berühmte Saysche Theorem. Mit seiner marktliberalen Position steht Say in Opposition zu Napoléon, der aus kriegspolitischen Gründen den Handel einschränkte. Napoléon versucht Say zu einigen Änderungen für die zweite Auflage zu drängen, um es „in Einklang mit den Notwendigkeiten der Stunde zu bringen“ (französisch „pour le mettre en harmonie avec les nécessités politiques de l’époque“). Er lädt Say im Sommer 1803 zu einem Dîner ein, bei dem Say dies ablehnt. Am 26. März 1804 scheidet Say aus dem Tribunat aus. Noch am selben Tag erfährt Say aus der Zeitung, dass er zum Directeur des droits réunis, dem Leiter des Steuerwesens des Départements Allier, berufen wurde. Say lehnt ab. Es kommt zum endgültigen Bruch mit Bonaparte. Dieser verbietet daraufhin die zweite Auflage des Traité d’économie politique.

### Freier Unternehmer
Say ging nach Auchy-lès-Hesdin im Département Pas-de-Calais, um sich eine Baumwollfabrik aufzubauen. Er beschäftigte mehrere hundert Mitarbeiter. Nach einigen Jahren verkaufte er jedoch seine Anteile und ging nach Paris zurück, um als Spekulant tätig zu werden. Die Restauration (1814) bedeutete für Anhänger der Revolution wie Say eine Desillusionierung. Er erwog sogar eine Auswanderung in die USA und nahm dazu Kontakt zu Thomas Jefferson auf, fand sich aber letztlich für einen Umzug zu alt.

### Zweite Englandreise
Schließlich unternahm er hingegen im Auftrag der französischen Regierung eine Studienreise nach England, um Einblicke in das dortige Wirtschaftssystem zu gewinnen. Er wurde Mitglied der Akademie der Wissenschaften (1815) und bekleidete fortan verschiedene Lehrtätigkeiten. 1819 war er Mitbegründer der ersten Business School weltweit, der Ecole Supérieure de Commerce de Paris, heute ESCP. Am Conservatoire des Arts et Métiers blieb er über Jahre tätig. Nicht zuletzt durch seinen Briefwechsel mit Thomas Robert Malthus stieg in dieser Zeit seine Popularität weiter an. Seit 1816 war er in Russland Ehrenmitglied der Petersburger Akademie der Wissenschaften.

### Letzte Jahre und Tod
Say starb 1832 an den Folgen eines Schlaganfalls.

## Werk

### Allgemein

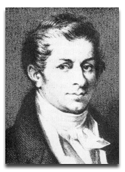
Jean-Baptiste Say

Jean-Baptiste Say kann als Vordenker der Angebotstheorie gelten. Berühmt ist das nach ihm benannte Saysche Theorem, das Nachfrageschwächen in der Wirtschaft verneint, da die Produktion von Gütern (Schaffung des Angebots) das Einkommen schaffe, mit dem Nachfrage erzeugt werde. Es stellt einen Kern seines ökonomischen Grundverständnisses dar. Inwiefern James Mill das Theorem vor Say entwickelte und es zu Lebzeiten Says und darüber hinaus eine Evolution in seine heutige Form durchlebte, ist bis heute umstritten. Eine große Rolle spielte es in Diskussionen von John Maynard Keynes im 20. Jahrhundert.
Karl Marx lehnt Says Theorem des automatischen Marktgleichgewichts ab, wonach sich Angebot und Nachfrage gegenseitig hervorbrächten, so dass jegliche Produktion und jegliches Angebot ein entsprechendes großes Einkommen erzeuge, das das Angebot absorbiere. Die These, jedes Angebot schaffe seine entsprechende Nachfrage, jede Nachfrage finde ihr Angebot, wird empirisch durch die Existenz von Überproduktionskrisen widerlegt und ist logisch unhaltbar. „Nichts kann alberner sein als das Dogma, die Warenzirkulation bedinge ein notwendiges Gleichgewicht der Verkäufe und Käufe, weil jeder Verkauf Kauf und vice versa. Meint dies, daß die Zahl der wirklich vollzogenen Verkäufe gleich derselben Zahl von Käufen, so ist es platte Tautologie… Keiner kann verkaufen, ohne daß ein andrer kauft. Aber keiner braucht unmittelbar zu kaufen, weil er selbst verkauft hat.“ Das Saysche Theorem schließt die Möglichkeit allgemeiner Überproduktionskrisen aus. Infolge von qualitativen Fehlproduktionen könne allenfalls eine partielle, eine zeitweilige 'Verstopfung der Absatzwege' eintreten. Sie sei nicht durch eine Drosselung der Produktion zu überwinden, sondern, indem man sie erweitert und besser organisiert. Denn Waren seien nur deshalb nicht absetzbar, weil andere Waren fehlten, die ihnen den Absatzweg öffneten. Überproduktion sei die Folge von Unterproduktion an anderer Stelle der Volkswirtschaft. Das Saysche Theorem vom automatischen, sich selbst erzeugenden Marktgleichgewicht wurde uneingeschränkt bis zur Weltwirtschaftskrise 1929–1932 akzeptiert. Unter dem Eindruck der Krise zogen es bürgerlichen Ökonomen erstmals in Zweifel und ergänzten es durch die Schlussfolgerung, dass der Staat durch eine aktive Wirtschaftspolitik für Gleichgewicht, Wachstum und Vollbeschäftigung sorgen solle.
Say dominierte die Ökonomie im Frankreich des 19. Jahrhunderts nachhaltig. Seine Werke wurden stark durch Adam Smiths Wohlstand der Nationen (1776) geprägt. Eine wesentliche Leistung Says ist es, die liberale Wirtschaftslehre Smiths in Frankreich verbreitet zu haben. Says Rolle jedoch auf die eines bloßen Verbreiters der Smithschen Lehre zu verkürzen, würde Say nicht gerecht. So betrachtete Say die Ökonomie aus der Sicht eines Kaufmanns und weniger theoretisch, in den Werken durch viele Beispiele untermalt.
Say unterteilt die Ökonomie in die Bereiche Produktion, Distribution und Konsum. Als Produktionsfaktoren identifizierte er Arbeit, Boden und Kapital. Staat und Kirche stand Say kritisch gegenüber und plädierte für niedrige Steuern. Allerdings hielt er an der Münzprägung als staatlichem Monopol fest.

### Traité d’économie politique
In seinem Traité d’économie politique ou simple exposition de la manière dont se forment, se distribuent, et se consomment les richesses (Abhandlung über die National-Oekonomie, oder, Einfache Darstellung der Art und Weise, wie die Reichthümer entstehen, verteilt und verzehrt werden) versucht Say eine umfassende und systematische Ausarbeitung der Prinzipien der politischen Ökonomie darzulegen. Alle bisherigen Versuche dazu sah er durch Vorurteile, Ideologie, Dogmatismus, willkürliche Annahmen, Utopien und Emotionalität beeinflusst. Über Adam Smith schreibt er:

L’ouvrage de Smith n’est qu’une assemblage confus de principes les plus sains de l’économie politique, appuyés d’exemples lumineux et des notions les plus curieuses de la statistique, mêlées de réflexions instructives; mais ce n’est un traité complet ni de l’une ni de l’autre: son livre est un vaste chaos d’idées justes, pêle-mêle aves des connaissances positives.

„Smiths Werk ist nicht mehr als eine ungeordnete Ansammlung der gesundesten Prinzipien der politischen Ökonomie, gestützt durch einleuchtende Beispiele und merkwürdige statistische Begriffe, gemischt mit belehrenden Erläuterungen; aber es ist keine vollständige Abhandlung weder des einen noch des anderen: Sein Buch ist ein riesiges Chaos richtiger Ideen, bunt durcheinandergemischt mit positiver Erkenntnis.“

Karl Marx sagt, Say habe Geschäfte mit Smith gemacht, und bescheinigt ihm, „wenigstens das Verdienst… Smith‘ System in eine gewisse formelle Ordnung“ gebracht zu haben. Doch gilt Say Marx vor allem als der „Vulgarisator der Smithschen Theorie… der seine fade Oberflächlichkeit darunter zu verstecken sucht, dass er die Halbwahrheiten und Böcke A. Smiths in absolut-allgemeine Phrasen auflöst…“

#### Ökonomische Naturgesetze
Grundlage der Ökonomie sind für Say, hierin von Montesquieu beeinflusst, unbestreitbare, allgemeine und fundamentale Naturgesetze. Diese sind durch das genaue Beobachten der Realität erkennbar. Sie sind vom Willen des Menschen nicht beeinflussbar. Diese seien zwar zum Teil bereits von den Merkantilisten, Physiokraten und Adam Smith gesehen worden, an einer systematischen und berichtigten Darstellung fehle es jedoch. Methodisch ist Say von Condillac und Cabanis beeinflusst: Die Ökonomie ist für Say eine empirische Wissenschaft; die mathematische Formulierung lehnt er ab. Grundlage ist folgender Gedankengang:
1. Es existiert eine Natur der Dinge und des Menschen.
2. Die Naturgesetze, denen die Dinge und Menschen unterworfen sind, können durch Analyse und die empirische Methode erkannt werden.
3. Die Gesetze, die das Erlangen von Wohlstand bestimmen, sind die unveränderlichen Gesetze der politischen Ökonomie.
4. Die Gesetze der politischen Ökonomie bilden eine Wissenschaft, die sich mit den Belangen der irdischen Welt („les intérêts de cette vie“) befasst.[13]

#### Freiheit
Als Naturzustand des Menschen betrachtet Say in Tradition der französischen Aufklärer dessen Freiheit. Nur die Freiheit des Menschen gestatte es ihm seine Fähigkeiten bestmöglich einzusetzen. Nur die Freiheit mache es dem Menschen möglich moralisch zu handeln.

Il résulte bien de l’étude de l’économie politique qu’il convient aux hommes, dans la plupart des cas, d’être laissés à eux-mêmes, parce que c’est ainsi qu’ils arrivent au développement de leurs facultés.

„Aus dem Studium der politischen Ökonomie folgt, dass es den Menschen, in der Mehrheit der Fälle, am angemessensten ist, für sich gelassen zu werden, da sie so zur besten Entfaltung ihrer Fähigkeiten gelangen.“

#### Privateigentum
Says Analyse des Privateigentums ist von Faguet geprägt. Die volle Entfaltung der Freiheit verlangt für Say als Gegenstück ein Naturrecht auf Eigentum. Er rechtfertigt dies wie folgt:
- Das Recht auf Eigentum erlaubt das Schaffen von Wohlstand: Nur durch die Sicherheit, die Früchte seiner Arbeit zu erhalten, wird ausreichender Anreiz geschaffen, es bestmöglich zur Wertschöpfung zu nutzen und zu erhalten.
- Das Recht auf Eigentum erlaubt das Zustandekommen des Marktpreises.
- Das Recht auf Eigentum erlaubt die Kapitalakkumulation: Kapital schafft nicht von sich aus einen Zins. Es muss, um produktiv zu sein, sinnvoll eingesetzt werden. Dazu bestünde jedoch kein Anreiz, wenn nicht die Sicherheit besteht, die Früchte der eingesetzten Arbeit zu erhalten.
- Das Recht auf Eigentum erlaubt den Güteraustausch und die Arbeitsteilung.
- Das Recht auf Eigentum erlaubt dem Armen, seine Fähigkeiten zu seinem Nutzen einzusetzen.

#### Unternehmertum
Say war einer der ersten Ökonomen, die sich mit der Theorie des Unternehmertums beschäftigten. Im Traité schreibt er, dass jeder Produktionsprozess Mühe, Wissen und unternehmerische Tätigkeit benötigt. Unternehmer seien dabei Intermediäre im Produktionsprozess, die Beschleuniger des Wirtschaftsprozesses wie Land, Kapital und Arbeit kombinieren, um die Nachfrage von Konsumenten zu befriedigen. So spielen sie als Koordinatoren eine zentrale Rolle in der Volkswirtschaft. Say hat sich dabei sowohl mit Großunternehmern als auch mit Einzelunternehmern beschäftigt.
Say stellte sich zudem der Frage, welche Qualitäten für einen erfolgreichen Unternehmer wichtig sind und insbesondere das Urteilsvermögen herausgestellt. Seiner Meinung nach müssen Unternehmer Marktbedürfnisse sowie die Mittel, die sie befriedigen können, kontinuierlich beurteilen und dabei einen „unfehlbaren Marktsinn“ beweisen. Da Say die koordinierende Funktion von Unternehmen unterstrich, sah er den Unternehmerlohn primär als einen hohen Lohn an, der in Kompensation für die Kenntnisse und das Expertenwissen von Unternehmern bezahlt wurde. Er differenzierte dafür zwischen der Unternehmensfunktion und der Kapitalangebotsfunktion, was ihm erlaubte das Einkommen des Unternehmens und die Vergütung des Kapitals voneinander zu entscheiden. So unterscheidet sich Says Theorie deutlich von der Joseph Schumpeters, der den Unternehmergewinn als kurzzeitige Profite beschreibt, die das hohe Risiko kompensieren.

Darüber hinaus näherte Say sich den Themen Risiko, Ungewissheit und Innovation in Bezug auf Unternehmertum, auch wenn er ihre Wechselwirkungen nie tiefgehend untersuchte. So schrieb er:
[In any enterprise activity] there is an abundance of obstacles to be surmounted, of anxieties to be repressed, of misfortunes to be repaired, and of expedients to be devised [...] [and] there is always a degree of risk attending such undertakings.
„[In jeder unternehmerischen Aktivität] gibt es eine Fülle von Hindernissen, die überwunden werden müssen, von zu unterdrückenden Ängsten, von zu reparierenden Unglücken und von zu ersinnenden Mitteln [...] [und] es gibt immer ein gewisses Risiko, sich an solchen Unternehmungen zu beteiligen.“
Sometimes a manufacturer discovers a process, calculated either to introduce a new product, to increase the beauty of an old one, or to produce with greater economy.
„Manchmal entdeckt ein Produzent einen Prozess, entweder um ein neues Produkt einzuführen oder um die Schönheit eines alten zu erhöhen oder um mit größerer Wirtschaftlichkeit zu produzieren.“

#### Werttheorie
Der Wert eines Gutes hängt für Say im Gegensatz zu den Merkantilisten nicht von objektiven, physischen Merkmalen einer Sache ab. Nur der subjektive Wert eines Gutes verwandelt es in Wohlstand. Damit ein Wert Wohlstand werden kann, muss er von einer anderen Person subjektiv anerkannt werden; dies geschieht im Warenaustausch. Die Nützlichkeit eines Gutes für einen anderen Menschen bestimmt also ihren Wert, der sich im Preis ausdrückt. Say vertritt eine gebrauchswertorientierte Tauschwertlehre. Die Kluft zwischen der Annahme, dass der Wert den Gebrauchswert, d. h. den Nutzen zum Ausdruck bringe, und der Berücksichtigung der Produktionskosten überbrückt er mit Hilfe der Kategorie Seltenheit. Würde sich der Tauschwert nur nach dem Nutzen richten, sagt Say, so wäre derjenige als reich zu betrachten, der die zu damaliger Zeit noch kostenlos genießbaren Naturreichtümer wie Luft, Wasser und Sonnenlicht und alle anderen Gegenstände für seine Bedürfnisbefriedigung erlangen könnte. Da aber viele Güter nicht im benötigten Umfang vorhanden seien und produziert werden müssten, sind die Produktionskosten im Preis zu berücksichtigen. Wesentlichen Einfluss auf Say hatte hier Condillac.

#### Produktionsfaktorentheorie
Say gliedert die Produktionsfaktoren in drei Gruppen. Arbeit: Alle wirtschaftlichen Leistungen der Menschen, die durch Lohn und Gehalt entgolten werden. Boden: die bewirtschafteten Bestände an nicht produzierten Naturgaben, deren Nutzung Bodenertrag (Bodenrente) erbringt. Kapital: die Bestände an produzierten Gütern, die in Unternehmungen im Produktionsprozess eingesetzt werden (Maschinen, Werkzeuge, Material); der ihnen zugerechnete Anteil am Produktionsertrag ist der Kapitalertrag. Die Produktionsfaktorentheorie ist nicht nur eine Einteilung der für den Produktions- und Leistungsprozess benötigten Elemente. Sie ist vor allem von werttheoretischer Bedeutung, indem sie die falsche Werttheorie Adam Smith’ übernimmt, wonach der Wert einer Ware gebildet werde durch Lohn, Profit und Rente. Die Produktionsfaktoren würden jeweils zu Quellen eines speziellen Teils des Warenwerts, der ihnen anschließend in Form des entsprechenden Einkommens zufließe: Kapital – Profit oder Zins, Erde – Bodenrente, Arbeit – Arbeitslohn. Die Produktionsfaktorentheorie erfüllt zugleich die Funktion einer Wert- und einer Verteilungstheorie. Die Auffassung wurde später ergänzt durch die These, dass Organisation und Unternehmensführung den Unternehmerlohn bzw. Unternehmergewinn schaffen und verdienten. Im Gegensatz zur Produktionsfaktorentheorie führt die Arbeitswerttheorie den gesamten Wert einer Ware, einschließlich des Mehrwerts allein auf Arbeit zurück.
Karl Marx sagt, in Says trinitarischer Formel „Kapital – Profit, oder noch besser Kapital – Zins, Boden – Grundrente, Arbeit – Arbeitslohn, in dieser ökonomischen Trinität als dem Zusammenhang der Bestandteile des Werts und des Reichtums überhaupt mit seinen Quellen ist die Mystifikation der kapitalistischen Produktionsweise, die Verdinglichung der gesellschaftlichen Verhältnisse, das unmittelbare Zusammenwachsen der stofflichen Produktionsverhältnisse mit ihrer geschichtlich-sozialen Bestimmtheit vollendet: die verzauberte, verkehrte und auf den Kopf gestellte Welt, wo Monsieur le Capital und Madame la Terre als soziale Charaktere, und zugleich unmittelbar als bloße Dinge ihren Spuk treiben.“ Für Marx ist Say daher kein Vertreter der klassischen Nationalökonomie, die für ihn in England durch David Ricardo und in Frankreich durch Simonde de Sismondi vollendet wird, sondern gehöre zur Vulgärökonomie, „die nichts als eine didaktische, mehr oder weniger doktrinäre Übersetzung der Alltagsvorstellungen der wirklichen Produktionsagenten ist, und eine gewisse verständige Ordnung unter sie bringt, grade in dieser Trinität, worin der ganze Zusammenhang ausgelöscht ist, die naturgemäße und über allen Zweifel erhabene Basis ihrer seichten Wichtigtuerei findet.“ Die Herleitung der Einkommen aus den Leistungen der Produktionsfaktoren, „diese der wissenschaftlichen Analyse hohnsprechende Prozedur war eine der größten Fehlleistungen in der Geschichte der politischen Ökonomie,“ wird behauptet.

## Werke
- Olbie ou Essai sur les moyens de réformer les mœurs d’une nation (1800)
- Traité d’économie politique (1803)
- Épitome des principes fondamentaux de l’économie politique (1814)
- De l’Angleterre et des Anglais (1815)
- Catéchisme d’économie politique (1815)
- Petit Volume contenant quelques aperçus des hommes et de la société (1817)
- Lettres à M. Malthus sur l’économie politique et la stagnation du commerce (1821)
- Cours complet d’économie politique pratique I und Cours complet d’économie politique pratique II (1828–1830)

### Deutsche Ausgaben
- Katechismus der National-Oekonomie, Stuttgart 1827, Übersetzung der 3. überarbeiteten französischen Auflage in der Google-Buchsuche

## Werkausgaben

### Französische Gesamtausgabe
- Jean-Baptiste Say: Traité d’économie politique. In: André Tiran (Hrsg.): Jean-Baptiste Say – Œuvres Complètes. Volume I. Economica, Paris 2005.
- Jean-Baptiste Say: Cours complet d’économie politique pratique. In: André Tiran (Hrsg.): Jean-Baptiste Say – Œuvres Complètes. Volume II. Economica, Paris 2006.
- Jean-Baptiste Say: Catéchisme d’économie politique et opuscules divers. In: André Tiran (Hrsg.): Jean-Baptiste Say – Œuvres Complètes. Volume III. Economica, Paris 2007.
- Jean-Baptiste Say: Leçons d’économie politique. In: André Tiran (Hrsg.): Jean-Baptiste Say – Œuvres Complètes. Volume IV. Economica, Paris 2002.
- Jean-Baptiste Say: Œuvres morales et politiques, 1789–1832. In: André Tiran (Hrsg.): Jean-Baptiste Say – Œuvres Complètes. Volume V. Economica, Paris 2003.
- Jean-Baptiste Say: De la Décade philosophique à la Revue Encyclopédique. In: André Tiran (Hrsg.): Jean-Baptiste Say – Œuvres Complètes. Volume VI. Economica, Paris 2007.
- Jean-Baptiste Say: Notes et pièces diverses. In: André Tiran (Hrsg.): Jean-Baptiste Say – Œuvres Complètes. Volume VII. Economica, Paris 2008.
- Jean-Baptiste Say: Œuvres littéraires. In: André Tiran (Hrsg.): Jean-Baptiste Say – Œuvres Complètes. Volume VIII. Economica, Paris 2008.
- Jean-Baptiste Say: Correspondance. In: André Tiran (Hrsg.): Jean-Baptiste Say – Œuvres Complètes. Volume IX. Economica, Paris.
- Jean-Baptiste Say: Eléments de biographie et Index. In: André Tiran (Hrsg.): Jean-Baptiste Say – Œuvres Complètes. Volume X. Economica, Paris.

## Sekundärliteratur
Dieser Artikel basiert auf:
- Gérard Minart: Jean-Baptiste Say (1767–1832) – Maître et pédagogue de l’Ecole française d’économie politique libérale. Institut Charles Coquelin, Paris 2004, ISBN 2-915909-02-4 (französisch).

Weitere Literatur zur Vertiefung:
- Edgard Allix: J.-B. Say Et Les Origines De L’Industrialisation. In: Revue d’économie politique. 1911, S. 303–313.
- Ambroise Clement: Jean-Baptiste Say. In: Charles Coquelin und Gilbert Guillaumin (Hrsg.): Dictionnaire de L’Economie Politique. Guillaumin, Paris 1854 (dauphine.fr [PDF; 1,7 MB]).
- Eugène Daire: Notice sur la vie et les ouvrages de J.B. Say. In: Charles Comte, Eugène Daire und Horace Say (Hrsg.): Oeuvres diverses de J.-B. Say. Guillaumin, Paris 1848, S. i–xviii.
- Henri Denis: La «Loi de Say» sera-t-elle enfin rejetée? Une nouvelle approche de la surproduction. Economica, Paris 1999, ISBN 2-7178-3848-1.
- E. Dubois de L’Estang: Jean-Baptiste Say. In: Léon Say et Joseph Chailley (Hrsg.): Nouveau Dictionnaire de L’Economie Politique. Guillaumin, Paris 1892 (online [PDF; 1,8 MB]).
- Samuel Hollander: Jean-Baptiste Say and the Classical Canon in Economics (The British Connection in French Classicism). Routledge, 2004, ISBN 0-415-32338-X.
- Robert Roswell Palmer: J.B. Say: An Economist in Troubled Times. Princeton University Press, Princeton NJ 1997, ISBN 0-691-01170-2.
- Philippe Steiner: Politique et économie politique chez Jean-Baptiste Say. In: Revue française d’histoire des idées politiques. Nr. 5 (1. Trimester), 1997.
- Thomas Sowell: Say’s Law: An Historical Analysis. Princeton University Press, 1972, ISBN 0-691-04166-0.
- André Tiran und Jean-Pierre Potier: Jean-Baptiste Say. Nouveaux regards sur son oeuvre. Economica, Paris 2003, ISBN 2-7178-4567-4.
- Joseph Valynseele: Les Say et leur alliances. L’étonnante aventure d’une famille cévenole. Paris 1971.